# Chip's Challenge
Chip's Challenge è un videogioco rompicapo pubblicato nel 1989 per la console portatile Atari Lynx dall'Atari. È uno dei cinque titoli usciti al lancio della nuova console. Nel 1990 uscirono conversioni per i computer Amiga, Amstrad CPC, Atari ST, Commodore 64, MS-DOS e ZX Spectrum, edite dalla U.S. Gold. Nel 1991 la Microsoft lo pubblicò per Windows 3.1.
È un rompicapo che richiede anche prontezza di riflessi, alla guida di un personaggio che deve affrontare scenari a labirinto.
Molti anni dopo, rifacimenti autorizzati sono stati pubblicati per Windows (Niffler, 2015), per le console d'epoca SNES e Mega Drive (The Retro Room, 2021) e per Nintendo Switch (Pixel Games, 2024), ed è uscito il seguito Chip's Challenge 2 (2015).

## Trama
Il protagonista è Chip McCallahan, uno studente nerd che deve affrontare una serie di prove per essere ammesso nel club di computer degli Spacca Bit (Bit Busters), su invito della geniale Melinda di cui è innamorato.

## Modalità di gioco
Il gioco si svolge in una finestra quadrata con visuale dritta dall'alto, che mostra solo una parte dello scenario alla volta, con scorrimento quadridirezionale. Il giocatore controlla Chip, visualizzato al centro della finestra, e può muoverlo nelle quattro direzioni.
L'obiettivo di ogni livello è trovare e raccogliere abbastanza microchip e infine raggiungere l'uscita, di solito bloccata da un incavo per chip che dev'essere riempito per poter passare.
Un'altra finestra, situata di solito sulla destra dello schermo (su Commodore 64 e nel rifacimento del 2015 si trova in basso), mostra le informazioni di gioco, tra cui l'indicazione del numero di chip ancora da trovare e un inventario grafico degli oggetti utili di altro tipo raccolti.
Lo scenario è suddiviso in caselle quadrate, che possono essere occupate da pareti invalicabili o da numerosi altri elementi di gioco che rendono complesso il raggiungimento dei chip.
Si possono incontrare porte chiuse, che si possono aprire solo dopo aver raccolto la chiave del relativo colore, specchi d'acqua e fiamme nei quali non si deve cadere, e molte altre trappole potenzialmente letali, come nastri trasportatori e ghiaccio scivoloso.
Ci sono blocchi di terra che possono essere spinti da Chip, con un sistema che ricorda vagamente Sokoban. I blocchi si possono sfruttare per creare ponti spingendoli nell'acqua, fare da ostacoli per fermare altri pericoli, o far esplodere bombe senza danno spingendoceli sopra.
Sotto un blocco può anche trovarsi un oggetto nascosto, utile o letale, che viene rivelato alla prima spinta.
Tra i pericoli ci sono i mostri, come insetti e bocche giganti, che non devono essere toccati, e i ladri che sottraggono gli oggetti. I mostri si muovono di solito in modo meccanico e prevedibile, e spesso subiscono gli stessi effetti di Chip dagli elementi dello scenario.
Gli interruttori attivano da remoto vari tipi di elementi identificati dallo stesso colore. Ci sono ad esempio macchine che sparano fuori oggetti, sia letali, pertanto è bene spegnerle col relativo interruttore, sia utili, per cui è bene accenderle.
Possono esserci pareti false e pareti invisibili, che si rivelano al contatto diretto.
Tra gli oggetti da raccogliere ci sono power-up, come scudi e calamite, che permettono di superare uno specifico tipo di terreno senza subirne gli effetti. Questi oggetti vengono messi nell'inventario e non si consumano con l'uso, ma non si conservano tra un livello e l'altro.
I punti interrogativi fanno apparire suggerimenti di testo passandoci sopra.
In caso di sconfitta non ci sono vite, ma si ricomincia il livello da capo. Si hanno a disposizione diversi tentativi, poi viene data l'opzione di pasare comunque al livello successivo, per cui non si resta mai bloccati.
Ci sono in tutto 148 livelli, con scenari sempre diversi. Alcuni livelli enfatizzano più l'azione, altri più la soluzione di rompicapo, e alcuni sono soggetti a un limite di tempo. C'è una funzione di pausa per avere il tempo di riflettere. I primi 8 livelli sono di tipo didattico, per imparare vari elementi del gioco.
Un sistema di password permette di ripartire dai livelli già raggiunti in precedenza; su Windows 3.1 fu aggiunta una funzione di memorizzazione automatica dell'ultimo livello.
Gli ultimi quattro (più un 149° aggiuntivo nella versione Windows 3.1) sono livelli bonus, giocabili dopo la sequenza finale, e ottenibili solo con password. Sulle conversioni per piattaforme meno potenti possono esserci solo i 144 livelli normali.
Sulla Lynx una particolare password fa generare un'immagine frattale esplorabile.

## Sviluppo
Chip's Challenge fu sviluppato originariamente alla Epyx da Chuck Sommerville per Atari Lynx, all'epoca una console nuova che la stessa Epyx stava sviluppando con il nome provvisorio Handy. Secondo Sommerville, all'interno dell'azienda stessa il progetto della Handy era esclusivo e tenuto in segreto in un'area ad accesso ristretto, e lui era uno degli invidiati programmatori che ne faceva parte, sebbene non nella cerchia più interna.
Sommerville inventò anche il titolo di Chip's Challenge (lett. "la sfida di Chip", un diminutivo di Cristopher o di Charles), giocando sia sull'omonimia con i chip dei computer sia con la somiglianza con il proprio nome Chuck.
Inizialmente Sommerville stava sviluppando un gioco di carri armati con grafica poligonale che sarebbe dovuto essere uno dei titoli di lancio per Lynx, ma fu annullato. Gli rimaneva allora poco tempo per ideare qualcos'altro, che doveva essere semplice ma d'effetto. Pensò a un gioco in un labirinto a caselle, prendendo ispirazione da vari altri giochi, e inizialmente lo chiamò Tile World (lett. "mondo a caselle").
Realizzò un semplice abbozzo del gioco su Apple II per mostrare l'idea ai suoi superiori della Epyx, che lo approvarono come titolo per Lynx.
Sommerville ebbe solo 10 settimane di tempo per completare il gioco, ma poté contare sull'aiuto di diversi sviluppatori che avevano finito il grosso del lavoro sui propri giochi ed erano disponibili per partecipare al level design.
La squadra usò un programma di disegno per Amiga per progettare le mappe dei livelli. Un altro software individuava i tipi di caselle direttamente dal disegno artistico per creare le mappe logiche.
Circa un terzo dei livelli fu progettato da Sommerville e un terzo dal suo amico Bill Darrah, allora un prolifico designer di rompicapo.
Sommerville sostiene che Boulder Dash ed Emerald Mine sono i giochi che gli dimostrarono veramente che i rompicapo come questo potevano funzionare. Altre influenze sono evidenti, come quella di Sokoban per le parti del gioco in cui si devono spingere blocchi.
La scelta della visuale dall'alto fu cruciale per la semplicità e la rapidità di sviluppo.
Chip's Challenge uscì come uno dei cinque titoli di lancio della Lynx (settembre 1989).
Ottenne un buon successo e fu convertito per molte altre piattaforme.
Le numerose versioni per home computer, edite da U.S. Gold, sono di produzione britannica. 
All'epoca era un fatto molto insolito che un gioco venisse convertito da una console portatile come la Lynx a computer come l'Amiga.
La versione per Windows 3.1, ultima di quelle storiche, fu realizzata da una squadra videogiochi della Microsoft guidata da Tony Garcia. Sommerville non fu molto entusiasta di questa versione, in particolare perché l'animazione dei mostri è meno fluida ("saltano" da una casella all'altra) e la loro direzione di movimento è meno identificabile.
Questa versione fu inclusa nella raccolta Microsoft Entertainment Pack 4.
Una conversione per console NES, della Bullet Proof Software, rimase allo stadio di prototipo.

## Accoglienza

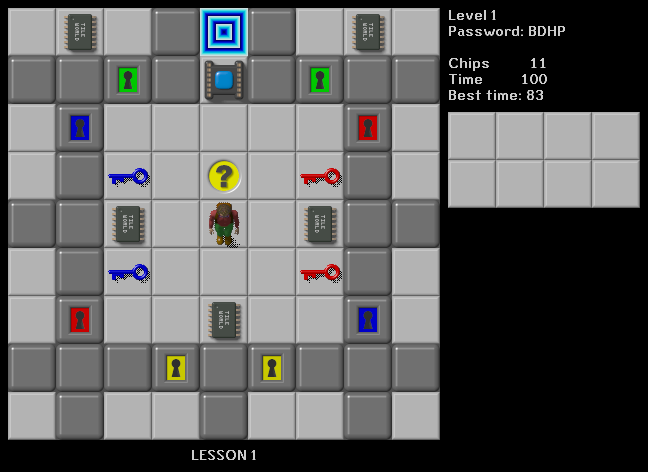
Schermata di Tile World, un emulatore gratuito di Chip's Challenge del 2002. Il nome Tile World era il titolo provvisorio di Chip's Challenge durante lo sviluppo

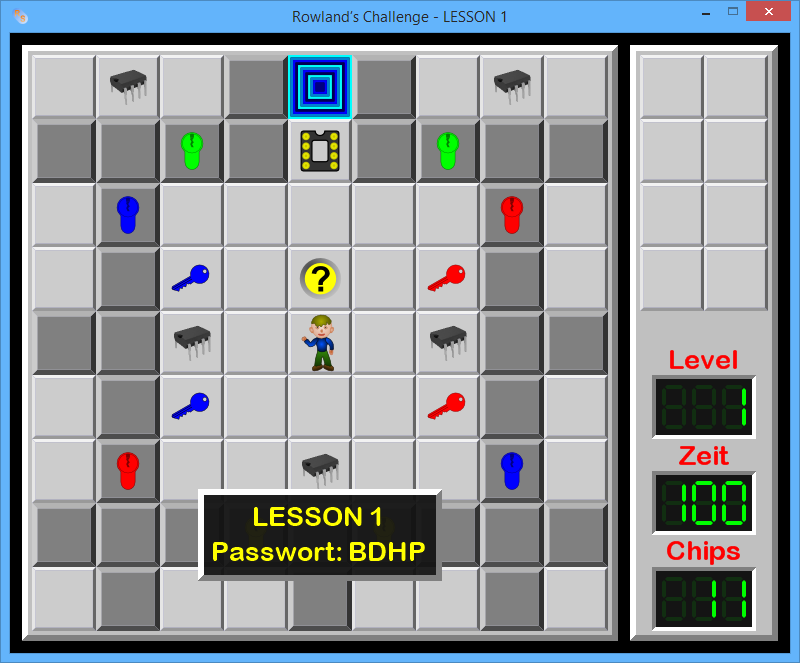
Schermata di Rowland's Challenge, un altro rifacimento

Chip's Challenge fu un grosso successo e divenne presto una delle killer application dell'Atari Lynx.
La stampa di settore lo giudicò quasi sempre bene, con valutazioni complessive di solito molto buone o perlomeno discrete, più o meno per tutte le piattaforme.
Ai suoi tempi, frequentemente veniva considerato un gioco semplice dal punto di vista tecnico, con grafica e sonoro modesti e scorrimento scattoso, ma compensava decisamente con la giocabilità e con il divertimento.
In retrospettiva, secondo Retro Gamer (2008) è uno dei migliori videogiochi rompicapo in generale.

## Serie
Chuck Sommerville lavorò al seguito Chip's Challenge 2 per quasi due anni, sostenuto da un accordo con l'azienda che deteneva i diritti sulla serie, che in teoria lo avrebbe pubblicato. Ma quando lo sviluppo fu completato, l'azienda non fu collaborativa e non permise neanche a Sommerville di pubblicarlo autonomamente. Altri, negli anni, si interessarono all'eventuale pubblicazione del gioco, ma tutti i progetti svanivano e infine Sommerville ci rinunciò.
Produrre un seguito di Chip's Challenge è rimasto per molto tempo un'idea abbandonata, ma è sopravvissuta un'ampia comunità di appassionati che ha prodotto nuove estensioni, tra cui il Chip's Challenge Level Pack 2 con 149 nuovi livelli e l'editor Chip Edit.
Anche a distanza di molti anni, sono stati realizzati diversi cloni amatoriali di Chip's Challenge, come Tile World, Rowland's Challenge o IOTD.
Solo nel 2015, dopo più di vent'anni dal primo sviluppo e dopo cinque anni di trattative con i proprietari del marchio, Chip's Challenge 2 finalmente uscì su Steam, in un pacchetto che comprende anche il primo Chip's Challenge e un editor di livelli.
Chip's Challenge 2 fu realizzato per Windows dalla Niffler Ltd., azienda londinese di cui fa parte lo stesso Sommerville.
Chip's Challenge 1 è poi divenuto disponibile separatamente e gratuitamente su Steam.
Nel frattempo la Niffler ha realizzato anche la serie di Chuck's Challenge, seguito spirituale con meccaniche di gioco simili a Chip's Challenge, composta da Chuck's Challenge (2010) per iOS, Chuck's Challenge 3D (2014) per desktop e mobile, e Chuck's Challenge 3D 2020 (2020) per desktop.